# Andreas E. Müller
Andreas Erich Müller (* 2. April 1966 in München) ist ein deutscher Byzantinist.
Andreas E. Müller studierte von 1985 bis 1991 Byzantinistik und Neogräzistik an der Universität München und der Universität Wien. 1991 legte er seine Diplomprüfung an der Universität Wien ab. Die Promotion erfolgte 1995 ebendort mit der Arbeit Di’erythrōn grammatōn tēs theias kai basilikēs cheiros. Diplomatische und ideengeschichtliche Untersuchungen zur Entwicklung der kaiserlichen Unterzeichnungsformen in Byzanz. Anschließend war Müller von 1995 bis 2009 wissenschaftlicher Mitarbeiter an der Bayerischen Akademie der Wissenschaften, wo er am Corpus der griechischen Urkunden des Mittelalters und der neueren Zeit arbeitete. 2008 habilitierte er sich an der Universität Leipzig mit der Arbeit Untersuchungen zum kaiserlichen Urkundenwesen in Byzanz. Seit September 2009 bekleidet Müller die Professur für Byzantinistik – Hilfswissenschaften für die Bereiche Byzantinistik und Neogräzistik am Institut für Byzantinistik und Neogräzistik der Universität Wien. Dort ist er auch stellvertretender Vorstand des Instituts und Vizestudienprogrammleiter Altertumswissenschaften.
Müller befasst sich vorrangig mit der Geschichte der früh- und mittelbyzantinischen Zeit, der byzantinischen Diplomatik und Paläographie, den Anfängen und der Entwicklung der griechischen Typographie sowie mit der Wissenschaftsgeschichte seines Faches.